# San Marino autópályái
San Marino területén nincsenek autópályák, viszont egy úgynevezett gyorsforgalmi út található, az SS72-es út (olaszul: Strada statale di San Marino). Ez az út az olasz határtól Serravallén és Domagnanón keresztül jet el San Marino városba. Az ország területén a gyorsforgalmi úton megengedett maximális sebesség 110 km/h.